# Johannes Snippendaal

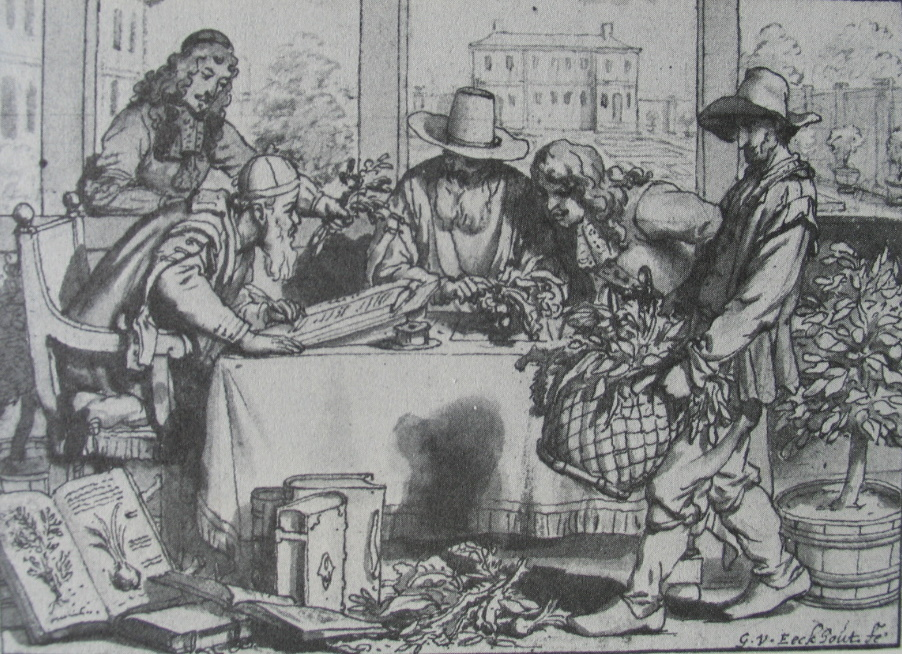
Botanici aan het werk, door Gerbrand van den Eeckhout

Johannes Snippendaal (1616-1670) was een Nederlandse botanicus. Zijn exacte geboortedatum is niet bekend, maar hij werd gedoopt op 14 februari 1616.
Op 30 mei 1636 liet Snippendaal zich inschrijven aan de Leidse universiteit bij de faculteit 'Philosophiae theoreticae et litterarum humanorium' waar het lespakket bestond uit de vakken wiskunde, welsprekendheid, oude talen, geschiedenis en wijsbegeerte. Of hij ook werd onderwezen in de botanie is niet bekend.
Op 10 april 1646 werd Snippendaal benoemd tot 'praefectus horti' (directeur/opzichter van een botanische tuin) van de eerste Hortus Medicus in het Reguliershof in Amsterdam en tot lector medicinale plantkunde aan het Amsterdamse Athenaeum Illustre. De hortus had als dat moment als doel om te dienen als onderwijsplaats voor leerling-apothekers. Na zijn aantreden publiceerde Snippendaal al snel een catalogus van de circa 330 plantensoorten die op dat moment in de hortus werden gekweekt. Hij breidde de plantencollectie uit, waarna hij in november 1646 een tweede catalogus publiceerde. Hierin beschreef hij 796 plantensoorten, waaronder niet alleen medicinale gewassen, maar ook voedings- en siergewassen. Hij had ervoor gezorgd dat er van vele soorten meerdere exemplaren aanwezig waren om de dood van planten te kunnen opvangen. Ook was hierdoor plantenruil met andere tuinen mogelijk geworden. Op 31 januari 1656 werd Snippendaals dienstverband om onbekend gebleven redenen beëindigd.
Op 18 maart 1670 werd Snippendaal begraven in de Nieuwe Kerk van Amsterdam. In 1665 was de hortus van Snippendaal vanwege stadsuitbreidingen al ontmanteld. Pas in 1682 zou er een nieuwe grote hortus worden gesticht in de Plantage, de plaats waar de hortus heden ten dage nog steeds gevestigd is.
Van de tweede plantencatalogus van Snippendaal uit 1646 zijn twee originele exemplaren bewaard gebleven. Een hiervan bevindt zich in de British Library in Londen en de andere bevindt zich in de Herzog August Bibliothek te Wolfenbüttel.
De pre-Linneaanse plantennamen in de Snippendaalcatalogus zijn zo veel als mogelijk omgezet (tot nu toe circa 80%) naar de huidig geldende botanische namen. Hierbij is onder meer gebruikgemaakt van een oudere "vertaling" van de catalogus die de Duitse botanicus Kurt Wein in 1932 voltooide voor Theodoor Jan Stomps, de toenmalige directeur van de Hortus Botanicus Amsterdam. Hierna is de Hortus Botanicus Amsterdam begonnen met de aanleg van een tuin van 400 m² die is aangelegd volgens de systematiek uit de tijd van Snippendaal, hoewel deze niet op de historische plek werd gehuisvest. De Snippendaaltuin is op 20 september 2007 geopend door Job Cohen, waarbij ook de presentatie van het boek Kruidenier aan de Amstel: De Amsterdamse Hortus volgens Johannes Snippendaal (1646) plaatsvond. Pieter Baas heeft als voorzitter van de Stichting Nationale Plantencollectie het boek in ontvangst genomen.